# Рубеш, Ян
Ян Ладислав Рубеш (англ. Jan Ladislav Rubeš; 6 июня 1920 г., Волыне, Чехословакия — ум. 29 июня 2009 г., Торонто, Канада) — канадский актёр и оперный певец чешского происхождения, член Ордена Канады.

## Ранняя жизнь
Родился в небольшом городке Волыне недалеко от границы с Германией, в семье Яна и Ружены Рубешей. После Второй мировой войны учился в Пражской консерватории. В 1949 году он переехал в Торонто.

## Карьера
Наиболее известными работами в кино для Рубеша стали нео-нуарный триллер Питера Уира «Свидетель» (где он сыграл главу семьи амишей) с Харрисоном Фордом в главной роли, а также фильм ужасов Артура Пенна «В зимнюю стужу», в котором ему досталась главная отрицательная роль. В 1989 году был номинирован на премию «Джини».
На телевидении известен по гостевой роли Василия Пескова в сериале «Секретные материалы» (эпизоды «Тунгуска» и «Терма»).

## Смерть
29 июня 2009 года Ян Рубеш умер от инсульта в госпитале Торонто.

## Фильмография
| Год       |    | Русское название                            | Оригинальное название                                | Роль                    |
| --------- | -- | ------------------------------------------- | ---------------------------------------------------- | ----------------------- |
| 1972      | с  | Лесси                                       | Lassie                                               | Йоханн                  |
| 1981      | ф  | Дилетант                                    | The Amateur                                          | Каплан                  |
| 1985      | ф  | Свидетель                                   | Witness                                              | Элай Лэпп               |
| 1985      | с  | Ночная жара                                 | Night Heat                                           | Тарасов                 |
| 1985      | ф  | Волшебное Рождество                         | One Magic Christmas                                  | Санта-Клаус             |
| 1987      | ф  | В зимнюю стужу                              | Dead Of Winter                                       | доктор Джозеф Льюис     |
| 1988      | ф  | Поцелуй                                     | The Kiss                                             | Гордон Тобин            |
| 1989      | ф  | Эксперты                                    | The Experts                                          | Ильич                   |
| 1990      | ф  | Гора мужества                               | Courage Mountain                                     | дедушка                 |
| 1990      | ф  | Проклятие Амитивилля                        | The Amityville Curse                                 | священник               |
| 1991      | ф  | Коллективный иск                            | Class Action                                         | доктор Александер Павел |
| 1991      | ф  | Обман                                       | Deceived                                             | Томаш                   |
| 1994      | ф  | Могучие утята 2                             | D2: The Mighty Ducks                                 | Ян                      |
| 1994      | тф | Птицы 2: Край земли                         | The Birds II: Land's End                             | Карл                    |
| 1995      | тф | Молчи и служи: История Маргарет Каммермейер | Serving in Silence: The Margarethe Cammermeyer Story | Фар                     |
| 1995      | ф  | Соседи по комнате                           | Roommates                                            | Болек Крупа             |
| 1996      | с  | Секретные материалы                         | The X Files                                          | Василий Песков          |
| 1997—1999 | с  | Строго на юг                                | Due South                                            | доктор Морт Густафсон   |
| 1998      | ф  | Музыка из другой комнаты                    | Music from Another Room                              | Луис Кламмер            |